# 达尼洛·梅迪纳
达尼洛·梅迪纳·桑切斯（西班牙語：Danilo Medina Sánchez，1951年11月10日—）是多米尼加共和国政治家，曾在2012年和2016年当选总统。 
梅迪纳在1996—1999年和2004—2006年两次担任总统府国务秘书，他是多米尼加解放党成员。後以51.24%的选票击败前总统伊波利托·梅希亚赢得2012年多米尼加总统大选，並於2016年連任；2020年8月16日，卸任多米尼加总统。

## 生平
梅迪纳出生于多米尼加西南省份圣胡安省的阿罗约卡诺（Arroyo Cano），是Juan Pablo Medina和Amelia Sánchez夫妇八个子女中的老大。1973年胡安·博什创建多米尼加解放党时，他以学生领袖加入。他在圣多明各理工学院（INTEC）读经济系，1984年以最优学业成绩毕业。1983年他当选解放党中央委员会委员，1986年当选国会议员，1987年与心理学家坎迪达·蒙蒂利亚结婚，有三个女儿。
1990年，梅迪纳当选解放党政治委员会委员。1994年至1995年，任多米尼加众议院主席。此后两次担任总统府国务秘书。2000年，梅迪纳成为解放党总统候选人，在第二轮选举中以24.9%对49.87%败于革命党的伊波利托·梅希亚。
2012年5月21日，梅迪纳再次成为解放党总统候选人，最终以51.24%的选票当选下一届总统。
2018年宣布和中華民國斷交，轉向和中華人民共和國建交，終止和中華民國長達77年的外交關係。